# 瀰漫增生性腎小球腎炎
瀰漫增生性腎小球腎炎(Diffuse proliferative glomerulonephritis、)是一種腎小球腎炎(Glomerulonephritis)的類型、歸為SLE之腎臟病變最嚴重的形式、也是最常見的，發生在約35％至60％的腎病患者身上。

## 症狀
大多數的腎小球顯示出其內皮細胞及腎小球系膜的細胞生長(Cell growth)會影響整個腎小球，進而導致腎小球擴散性細胞過多(hypercellularity)的病徵，在某些情況下如"上皮組織急进性肾小球肾炎"會產生細胞過多擴散、來填補鮑氏囊。當細胞擴展時，免疫複合物(Immune complex)會造成毛細管壁(capillary wall)的整體增厚，在常規的光學顯微鏡下會先顯示出類似剛性的"導線環"(wire loops)。
而在电子显微镜下會顯示出電子緻密(electron-dense)皮下層(subendothelial)之免疫複合物(介於血管內皮細胞和基底膜(GBM)之間)。免疫複合物可以通過針對免疫球蛋白或补体系统的荧光抗体之染色法來看到，從而產生顆粒狀(Granularity)的熒光染色圖案。
在適當的時候，腎小球損傷會引起疤痕(腎小球硬化症(Glomerulosclerosis))。大多數的這些"瀰漫增生性腎小球腎炎"的患者會患有中度至重度的蛋白尿、高血壓，以及腎功能衰竭等之血尿病症。